# Puntate di In Search of...

## Panoramica della serie
| Stagione        | Stagione       | Episodi | Prima TV originale | Prima TV originale |
| Stagione        | Stagione       | Episodi | Inizio             | Fine               |
| --------------- | -------------- | ------- | ------------------ | ------------------ |
| Serie originale |                |         |                    |                    |
|                 | Specials       | 4       | 5 gennaio 1973     | 1978               |
|                 | 1              | 24      | 17 aprile 1977     | 10 settembre 1977  |
|                 | 2              | 24      | 24 dicembre 1977   | 1 giugno 1978      |
|                 | 3              | 24      | 14 settembre 1978  | 17 maggio 1979     |
|                 | 4              | 24      | 20 settembre 1979  | 14 marzo 1980      |
|                 | 5              | 24      | 20 settembre 1980  | 19 maggio 1981     |
|                 | 6              | 24      | 21 settembre 1981  | 1 marzo 1982       |
| Serie revival   |                |         |                    |                    |
|                 | Revival (2002) | 8       | 4 ottobre 2002     | 22 novembre 2002   |
|                 | Revival (2018) | 10      | 20 luglio 2018     | 14 settembre 2018  |

## Elenco puntate

### Specials
| N° | Titolo originale                | Prima TV originale |
| -- | ------------------------------- | ------------------ |
| 01 | In Search of Ancient Astronauts | 5 gennaio 1973     |
| 02 | In Search of Ancient Mysteries  | 1973               |
| 03 | The Outer Space Connection      | febbraio 1975      |
| 04 | Manbeast! Myth or Monster       | 1978               |

### Prima stagione (1977)
| N° | Titolo originale           | Prima TV originale |
| -- | -------------------------- | ------------------ |
| 01 | Other Voices               | 17 aprile 1977     |
| 02 | Strange Visitors           | 24 aprile 1977     |
| 03 | Ancient Aviators           | 24 aprile 1977     |
| 04 | The Bermuda Triangle       | 27 aprile 1977     |
| 05 | Bigfoot                    | 28 aprile 1977     |
| 06 | Killer Bees                | 1º maggio 1977     |
| 07 | Earthquakes                | 7 maggio 1977      |
| 08 | The Mummy's Curse          | 14 maggio 1977     |
| 09 | Martians                   | 21 maggio 1977     |
| 10 | Atlantis                   | 22 maggio 1977     |
| 11 | Psychic Detectives         | 26 maggio 1977     |
| 12 | A Call from Space          | 28 maggio 1977     |
| 13 | Learning ESP               | 28 maggio 1977     |
| 14 | Nazi Plunder               | 29 maggio 1977     |
| 15 | Amelia Earhart             | 1º giugno 1977     |
| 16 | Dracula                    | 8 giugno 1977      |
| 17 | The Easter Island Massacre | 15 giugno 1977     |
| 18 | Ghosts                     | 22 giugno 1977     |
| 19 | Life After Death           | 29 giugno 1977     |
| 20 | The Loch Ness Monster      | 6 luglio 1977      |
| 21 | UFOs                       | 13 luglio 1977     |
| 22 | Voodoo                     | 26 luglio 1977     |
| 23 | Inca Treasure              | 11 agosto 1977     |
| 24 | The Magic of Stonehenge    | 10 settembre 1977  |

### Seconda stagione (1977-1978)
| N° | Titolo originale          | Prima TV originale |
| -- | ------------------------- | ------------------ |
| 01 | The Lost Dutchman Mine    | 24 dicembre 1977   |
| 02 | The Man Who Would Not Die | 31 dicembre 1977   |
| 03 | Firewalkers               | 5 gennaio 1978     |
| 04 | Mayan Mysteries           | 7 gennaio 1978     |
| 05 | Astrology                 | 12 gennaio 1978    |
| 06 | Michael Rockefeller       | 21 gennaio 1978    |
| 07 | Hurricanes                | 26 gennaio 1978    |
| 08 | The Ogopogo Monster       | 28 gennaio 1978    |
| 09 | Pyramid Secrets           | 4 febbraio 1978    |
| 10 | Dead Sea Scrolls          | 9 febbraio 1978    |
| 11 | Reincarnation             | 11 febbraio 1978   |
| 12 | The Shark Worshippers     | 18 febbraio 1978   |
| 13 | Anastasia                 | 23 febbraio 1978   |
| 14 | The Secrets of Life       | 25 febbraio 1978   |
| 15 | Immortality               | 27 febbraio 1978   |
| 16 | The Swamp Monster         | 4 marzo 1978       |
| 17 | Hypnosis                  | 9 marzo 1978       |
| 18 | Troy                      | 11 marzo 1978      |
| 19 | Witch Doctors             | 18 marzo 1978      |
| 20 | Haunted Castles           | 27 aprile 1978     |
| 21 | Butch Cassidy             | 1978               |
| 22 | Deadly Ants               | 1978               |
| 23 | The Coming Ice Age        | 1978               |
| 24 | The Garden of Eden        | 1º giugno 1978     |

### Terza stagione (1978-1979)
| N° | Titolo originale         | Prima TV originale |
| -- | ------------------------ | ------------------ |
| 01 | UFO Captives             | 14 settembre 1978  |
| 02 | Tornadoes                | 21 settembre 1978  |
| 03 | Cloning                  | 28 settembre 1978  |
| 04 | Water Seekers            | 5 ottobre 1978     |
| 05 | Jack the Ripper          | 12 ottobre 1978    |
| 06 | Cryogenics               | 19 ottobre 1978    |
| 07 | Siberian Fireball        | 26 ottobre 1978    |
| 08 | The Great Lakes Triangle | 2 novembre 1978    |
| 09 | Monster Hunters          | 9 novembre 1978    |
| 10 | Bermuda Triangle Pirates | 7 dicembre 1978    |
| 11 | Indian Astronomers       | 14 dicembre 1978   |
| 12 | Sherlock Holmes          | 21 dicembre 1978   |
| 13 | Lost Vikings             | 28 dicembre 1978   |
| 14 | Dreams and Nightmares    | 4 gennaio 1979     |
| 15 | Animal ESP               | 11 gennaio 1979    |
| 16 | The Money Pit Mystery    | 18 gennaio 1979    |
| 17 | Psychic Sea Hunt         | 25 gennaio 1979    |
| 18 | The Angel of Death       | 1 febbraio 1979    |
| 19 | Noah's Flood             | 8 febbraio 1979    |
| 20 | The Diamond Curse        | 15 febbraio 1979   |
| 21 | Ghostly Stakeout         | 22 febbraio 1979   |
| 22 | Brain Power              | 17 marzo 1979      |
| 23 | Sodom & Gomorrah         | 10 maggio 1979     |
| 24 | King Tut                 | 17 maggio 1979     |

### Revival (2002)
| N° | Titolo originale                                                                                          | Prima TV originale |
| -- | --- | ------------------ |
| 01 | Hell/Vampires/The Tesla Death Ray/Scandinavian Lake Monsters                                              | 4 ottobre 2002     |
| 02 | Witchcraft/The Man Eaters of Tsavo/The Alien Menace/Ghost Hitchhikers                                     | 11 ottobre 2002    |
| 03 | Werewolves/The Curse of The Mummy/D.B. Cooper Deathbed Confession/Reincarnation                           | 18 ottobre 2002    |
| 04 | The Ghosts in Bobby Mackey's Bar/Stigmata/The Haunted Hornet/Zombies                                      | 25 ottobre 2002    |
| 05 | The Catacomb Mummies/The Johnson Bigfoot Encounter/The Secret of Rennes-le-Château/Earthquake Predictions | 1º novembre 2002   |
| 06 | Haunted Plantations/The Doomsday Virus/The Devil/Psychic Spies                                            | 8 novembre 2002    |
| 07 | Ghost Lovers/Exorcism & Possession/Robot Armageddon/The Haunted Campus of Ohio University                 | 15 novembre 2002   |
| 08 | Faith Healers/The Real Frankenstein/The Shroud of Turin/Alien Ancestors                                   | 22 novembre 2002   |

### Revival (2018)
| N° | Titolo originale        | Prima TV originale |
| -- | ----------------------- | ------------------ |
| 01 | Aliens                  | 20 luglio 2018     |
| 02 | SuperHuman              | 27 luglio 2018     |
| 03 | Monsters of the Deep    | 3 agosto 2018      |
| 04 | Artificial Intelligence | 10 agosto 2018     |
| 05 | Time Travel             | 17 agosto 2018     |
| 06 | Sinkholes               | 24 agosto 2018     |
| 07 | Mind Control            | 31 agosto 2018     |
| 08 | Life After Death        | 7 settembre 2018   |
| 09 | Atlantis Part 1         | 14 settembre 2018  |
| 10 | Atlantis Part 2         | 14 settembre 2018  |